# Новоселица (Бобровицкий район)
Новосе́лица (укр. Новоселиця) – село, расположенное на территории Бобровицкого района Черниговской области (Украина).
Впервые упоминается в 1800 году. Село Новоселиця находится примерно в 21 км к юго-западу от центра города Бобровица. Село находится в зоне умеренно континентального климата.